# Volvo S60
Volvo S60 – samochód osobowy klasy średniej produkowany pod szwedzką marką Volvo w latach 2000–2024.

## Pierwsza generacja

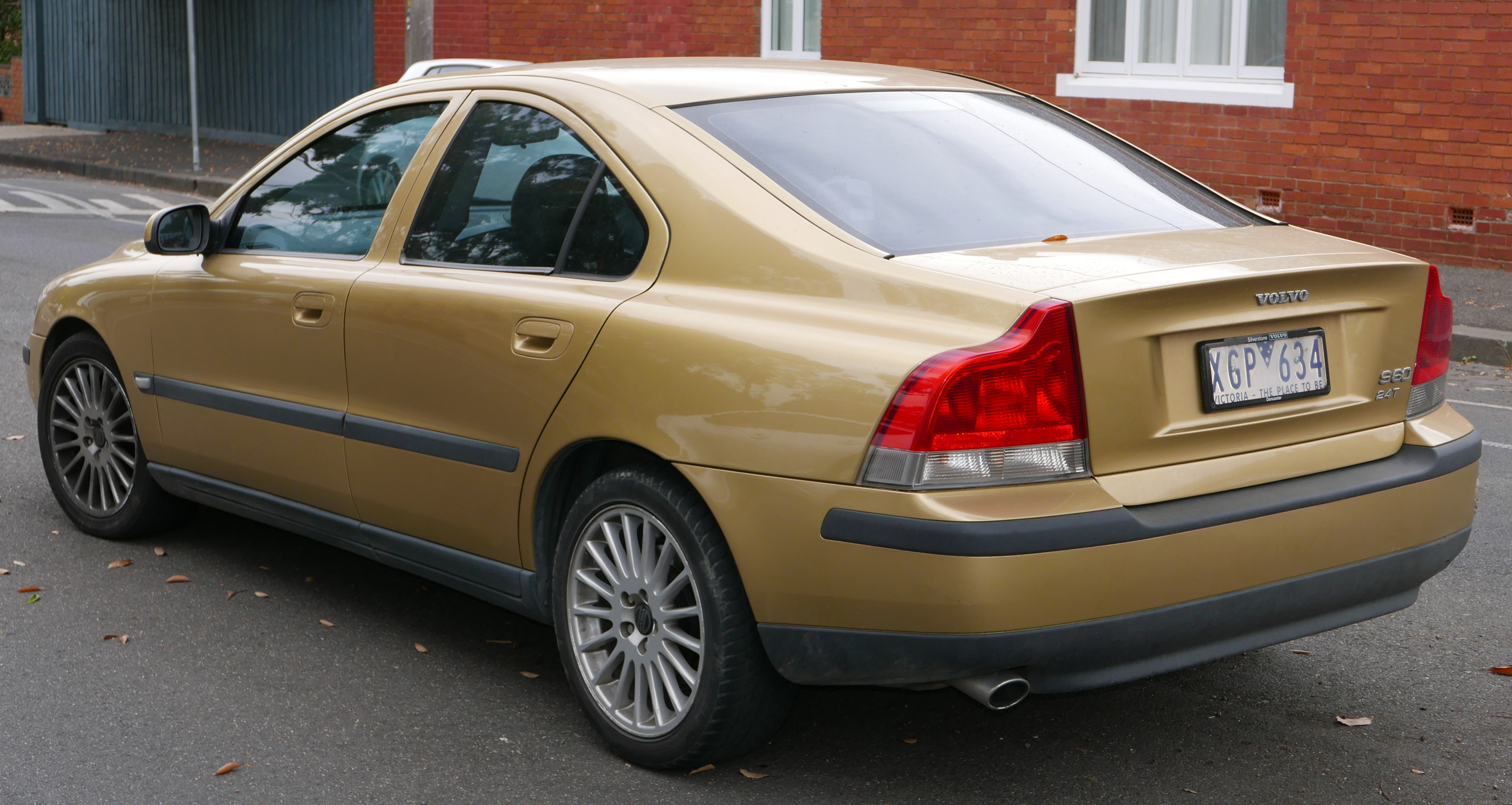
Volvo S60 I – tył

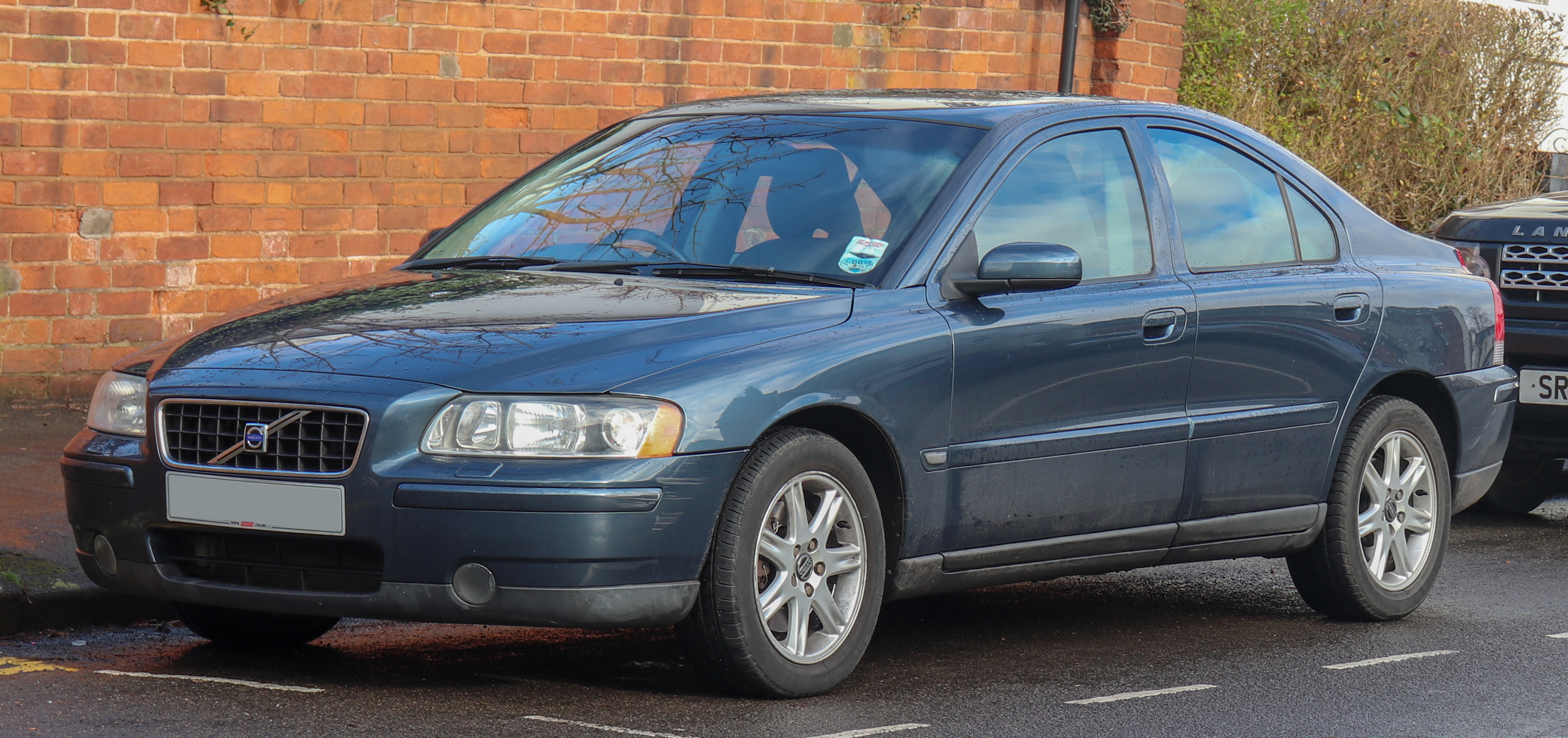
Volvo S60 I po liftingu

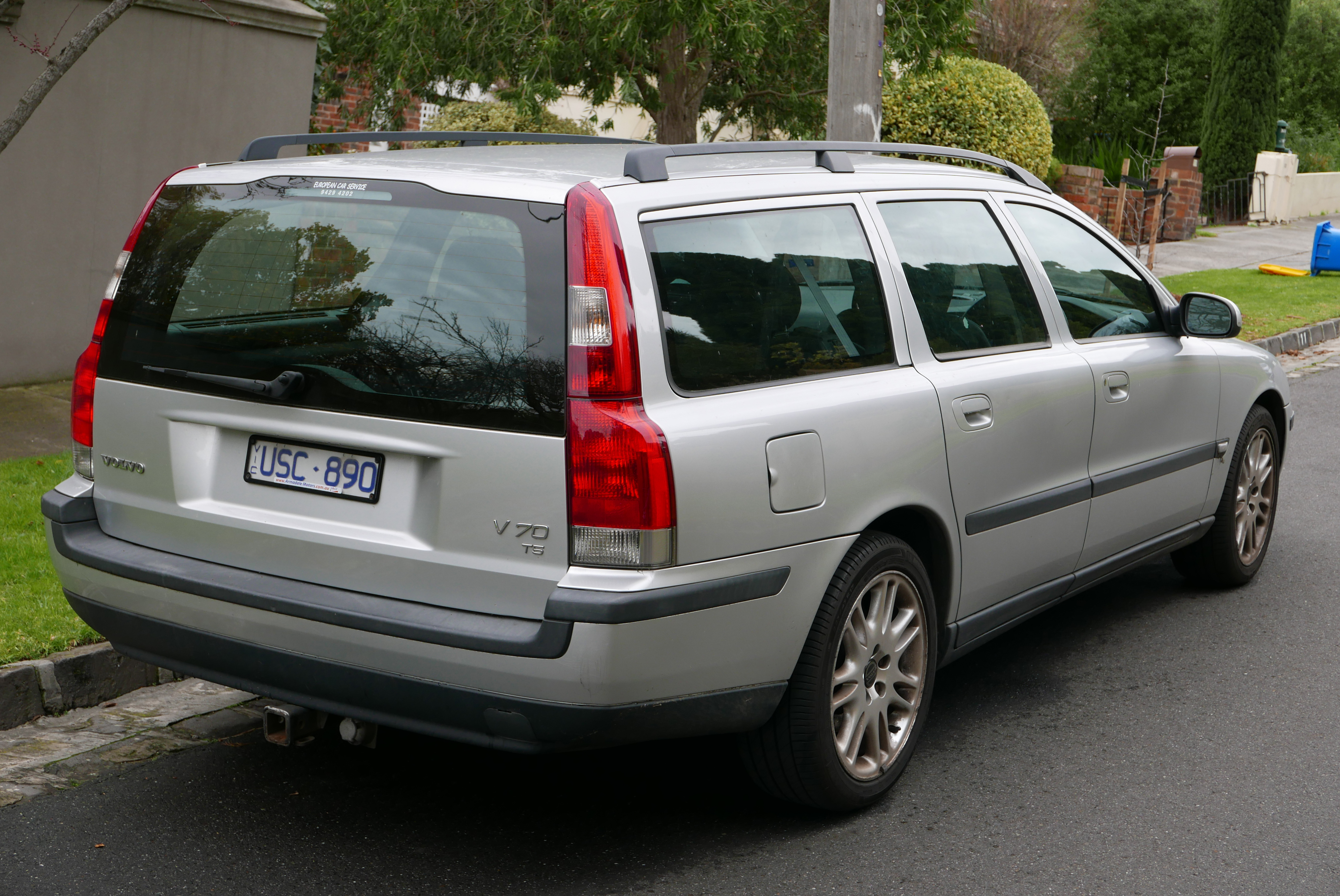
Volvo V70 II – wersja kombi

Volvo S60 I zostało po raz pierwszy oficjalnie zaprezentowane w 2000 roku.
Samochód został zbudowany na bazie skróconej płyty podłogowej P2 wykorzystanej do budowy m.in. modelu S80 I oraz V70 II. Na przełomie 2001 a 2002 roku ofertę jednostek napędowych pojazdu wzbogacono o turbodoładowany silnik o pojemności 2.5 l oraz elektronicznie dołączany napęd na cztery koła ze sprzęgłem Haldex. W 2003 roku wprowadzona została usportowiona wersja R zasilana 2.5 l silnikiem benzynowym o mocy 300 KM, który napędzał wszystkie koła pojazdu. Auto wyróżniało się m.in. pakietem ospojlerowania, wzmocnionym układem hamulcowym oraz aktywnym zawieszeniem Four-C (skrót od Continuously Controlled Chassis Concept), które pozwala na manualną regulację 3 trybów ustawienia zawieszenia: Komfortowe, Sportowe i Zaawansowane.
W połowie 2004 roku auto przeszło face lifting. Pojazd otrzymał zupełnie nowe przednie i tylne reflektory oraz subtelnie poprawione zostały zderzaki. Przy okazji auto przeszło także kosmetyczny lifting wnętrza, a do listy wyposażenia opcjonalnego dopisany został system monitorowania martwego pola BLIS. Pod koniec 2006 roku zmodyfikowane zostało zawieszenie pojazdu oraz wprowadzone zostały lusterka zewnętrzne z umieszczonymi kierunkowskazami, a także nowa atrapa chłodnicy z powiększonym logo marki. Do listy wyposażenia opcjonalnego pojazdu dodane zostały reflektory biksenonowe wyposażone w funkcję doświetlania zakrętów.

### Wyposażenie
- R

Standardowe wyposażenie pojazdu obejmuje m.in. 6 poduszek powietrznych, system ABS z EBD i EBA, system kontroli trakcji, systemy SIPS i WHIPS, a także elektryczne sterowanie szyb i podgrzewanie oraz elektryczne sterowanie lusterek, zamek centralny, światła przeciwmgłowe i klimatyzację. Opcjonalnie auto doposażyć można m.in. w dwustrefową klimatyzację automatyczną, skórzaną tapicerkę, tempomat, czujniki cofania, wielofunkcyjną kierownicę, telefon, reflektory ksenonowe (po liftingu biksenonowe z funkcją doświetlania zakrętów),podgrzewane fotele, webasto oraz alufelgi, a także aktywne zawieszenie Four-C.

### Silniki
| Silnik                                            | Pojemność skokowa [cm³] | Typ silnika        | Moc maksymalna [KM]([kW]) przy obr./min | Maks. moment obrotowy [Nm] przy obr./min | Przyspieszenie 0–100 km/h [s] | Prędkość maks. [km/h] | Lata produkcji               |                    |                    |
| Silniki benzynowe:                                | Silniki benzynowe:      | Silniki benzynowe: | Silniki benzynowe:                      | Silniki benzynowe:                       | Silniki benzynowe:            | Silniki benzynowe:    | Silniki benzynowe:           | Silniki benzynowe: | Silniki benzynowe: |
| ------------------------------------------------- | ----------------------- | ------------------ | --------------------------------------- | ---------------------------------------- | ----------------------------- | --------------------- | ---------------------------- | ------------------ | ------------------ |
| 2.0T                                              | 1984                    | R5                 | 180 (132)/b.d.                          | 240/2200-4800                            | 9,1                           | 225                   | 2000-2003                    |                    |                    |
| 2.0T                                              | 1984                    | R5                 | 180 (132)/5500                          | 240/1850-5000                            | 8,8                           | 225                   | 2003-2009                    |                    |                    |
| 2.4                                               | 2435                    | R5                 | 140 (103)/4500                          | 220/3300                                 | 10,5                          | 205                   | 2000-2009                    |                    |                    |
| 2.4                                               | 2435                    | R5                 | 170 (125)/6000                          | 230/4500                                 | 8,7                           | 210                   | 2000-2009                    |                    |                    |
| 2.4T                                              | 2435                    | R5                 | 200 (147)/6000                          | 285/1800-5000                            | 7,6 (8,0)                     | 230 (225)             | 2000-2003                    |                    |                    |
| 2.5T                                              | 2521                    | R5                 | 210 (154)/5000                          | 320/1500-4500                            | 7,9                           | 210                   | 2003-2009                    |                    |                    |
| T5 2.3                                            | 2319                    | R5                 | 250 (184)/b.d.                          | 330/2400-5200                            | 7,1                           | 250                   | 2001-2004                    |                    |                    |
| T5 2.4                                            | 2401                    | R5                 | 260 (191)/5500                          | 350/2100-5000                            | 6,5                           | 250                   | 2004-2009                    |                    |                    |
| R 2.5                                             | 2521                    | R5                 | 300 (221)/5400                          | 400/1850-5700 automat: 350/1800-6000     | 5,7                           | 250                   | 2003-2007 automat: 2004-2005 |                    |                    |
| R 2.5                                             | 2521                    | R5                 | 300 (221)/5400                          | 400/1950-5250                            | 5,7                           | 250                   | 2005-2007                    |                    |                    |
| Silniki wysokoprężne:                             |                         |                    |                                         |                                          |                               |                       |                              |                    |                    |
| TD                                                | 2400                    | R5                 | 126 (93)/b.d.                           | 300/1750-2250                            | 11,9                          | 200                   | 2006-2009                    |                    |                    |
| 2.4D                                              | 2401                    | R5                 | 130 (96)/b.d.                           | 280/1750-3000                            | 11,6                          | 200                   | 2002-2006                    |                    |                    |
| D5                                                | 2401                    | R5                 | 163 (120)/b.d.                          | 340/1750-3000                            | 9,8                           | 210                   | 2000-2006                    |                    |                    |
| D5                                                | 2400                    | R5                 | 185 (136)/b.d.                          | 400/2000-2750                            | 8,2                           | 230                   | 2006-2009                    |                    |                    |
| Silniki benzynowe zasilane gazem ziemnym lub LPG: |                         |                    |                                         |                                          |                               |                       |                              |                    |                    |
| 2.4 CNG                                           | 2435                    | R5                 | 140 (103)/5800                          | 192/4500                                 | 10,2                          | 210                   | 2002-2008                    |                    |                    |
| 2.4 LPG                                           | 2435                    | R5                 | 140 (103)/5100                          | 214/4500                                 | 10,2                          | 210                   | 2002-2005                    |                    |                    |

## Druga generacja

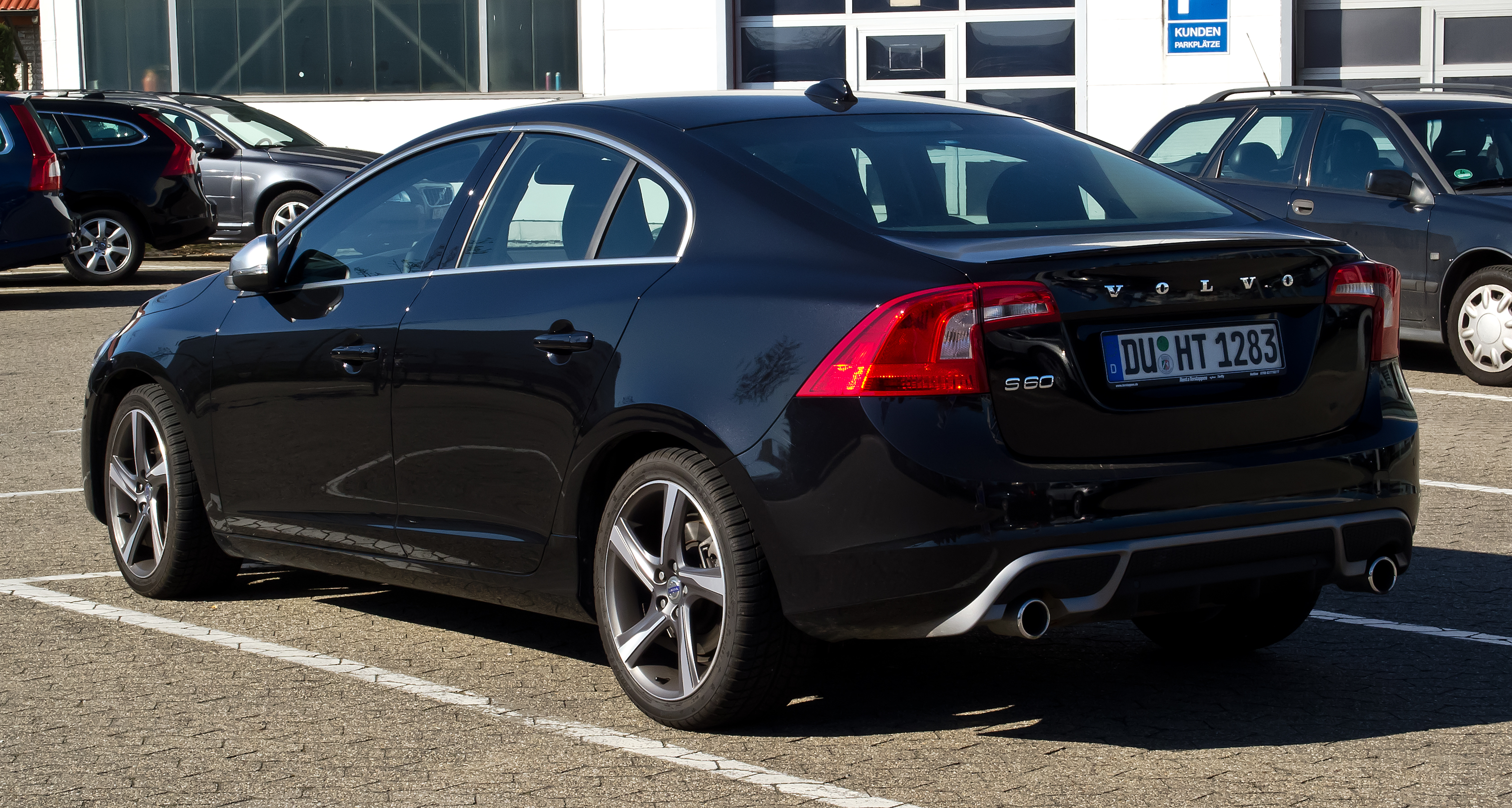
Volvo S60 II – tył

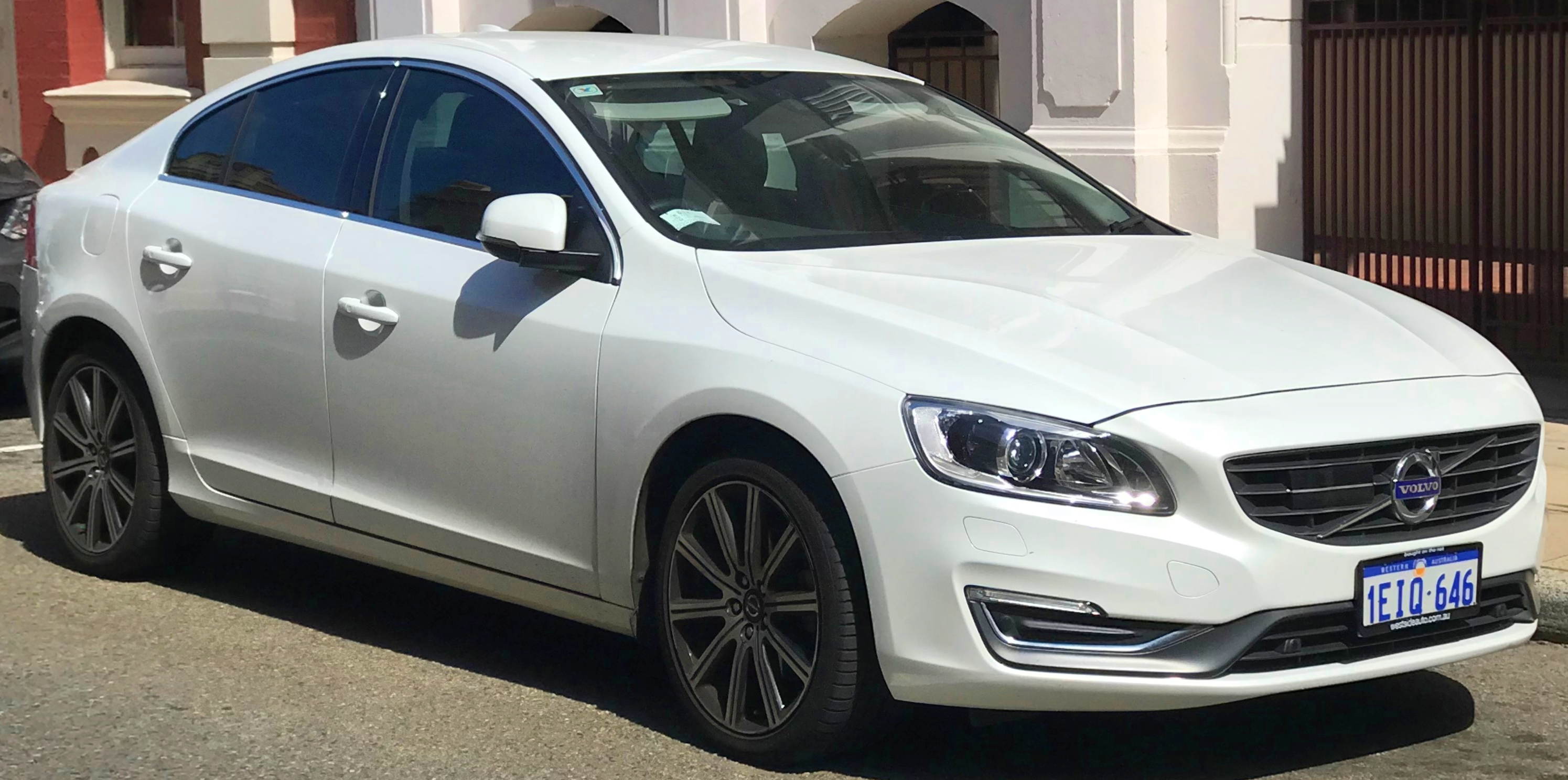
Volvo S60 II po liftingu

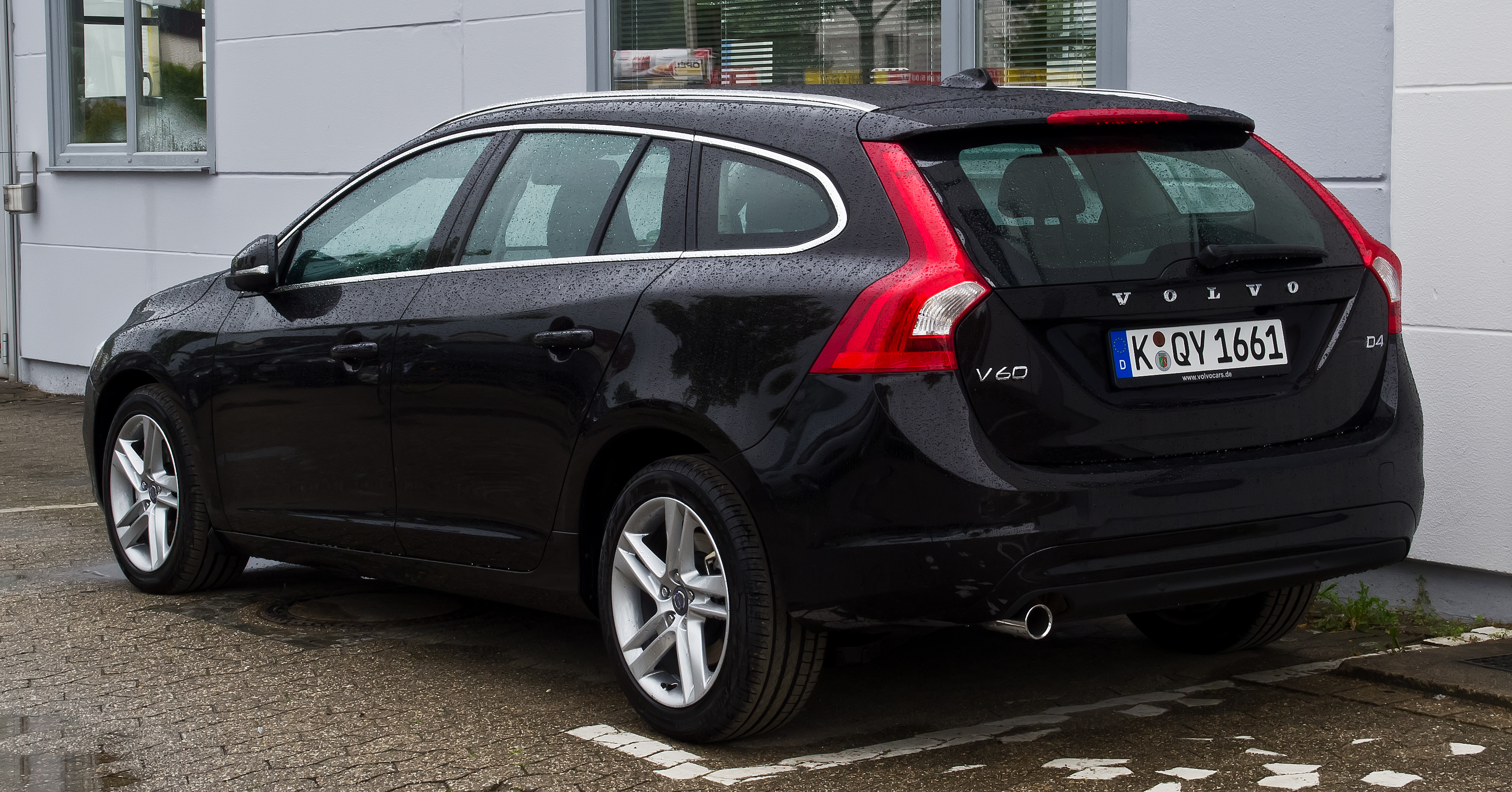
Volvo V60 I – wersja kombi

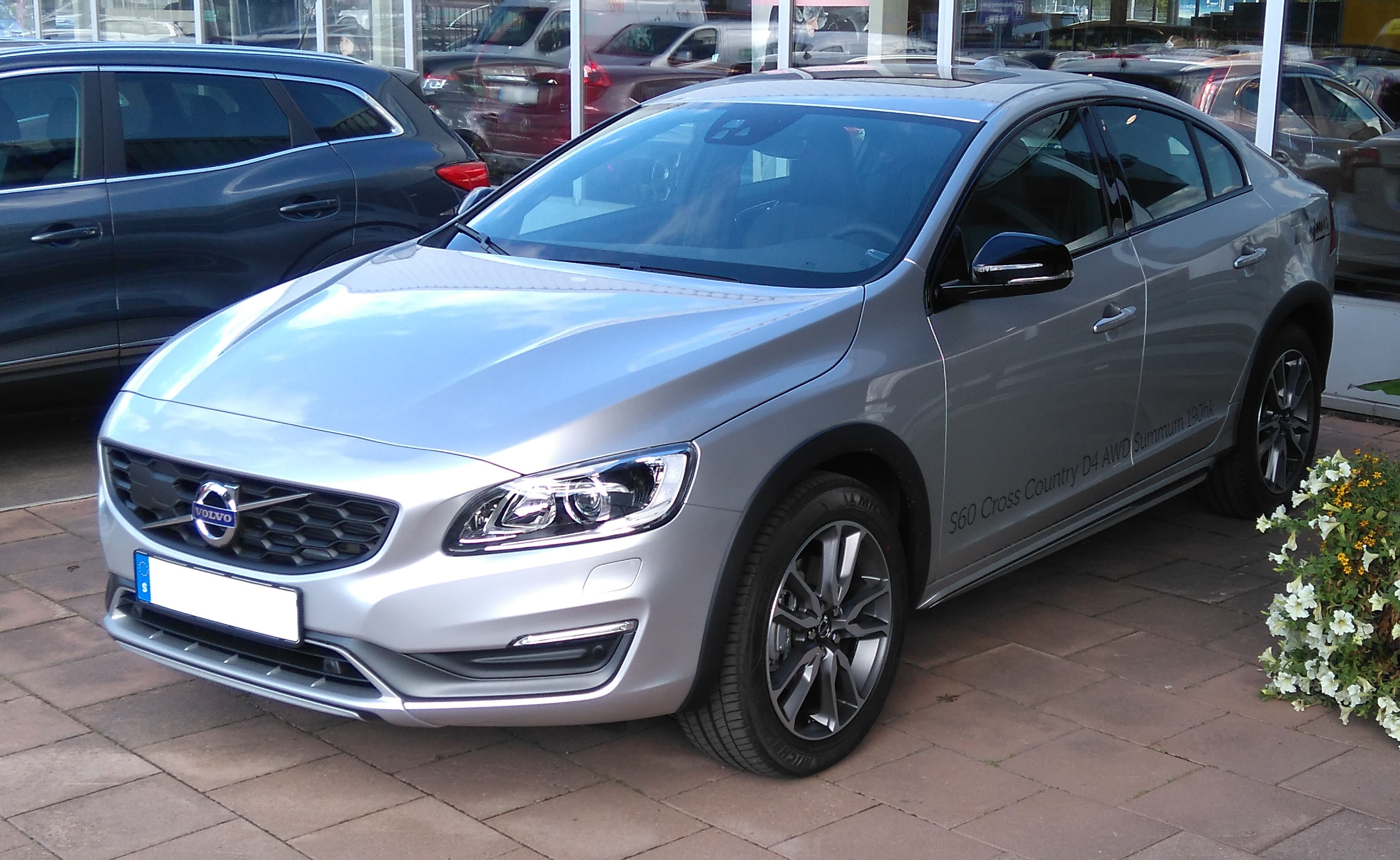
Volvo S60 II Cross Country

Volvo S60 II zostało po raz pierwszy oficjalnie zaprezentowane podczas targów motoryzacyjnych w Genewie w marcu 2010 roku.
Samochód zbudowany został na bazie opracowanej przez amerykański koncern motoryzacyjny Ford Motor Company we współpracy z Volvo płycie podłogowej EUCD, którą wykorzystano do budowy m.in. Forda Mondeo oraz Kuga, a także Volvo XC60 i bliźniaczego V60. Stylistycznie auto nawiązuje do zaprezentowanego podczas targów motoryzacyjnych w Detroit w 2009 roku modelu S60 Concept.
W 2013 roku auto przeszło face lifting. Zmienione zostały m.in. przednie reflektory, atrapa chłodnicy, maska silnika, zderzaki oraz alufelgi. W tym samym roku podczas targów motoryzacyjnych w Kantonie zaprezentowana została specjalnie przygotowana na rynek chiński przedłużona wersja S60 L. Auto otrzymało zwiększony o 8 cm rozstaw osi.
W kwietniu 2014 roku podczas targów motoryzacyjnych w Nowym Jorku zaprezentowana została wersja R-Design, która cechuje się bardziej agresywną stylizacją nadwozia oraz obniżonym, sportowym zawieszeniem. W czerwcu 2014 roku uruchomiona została produkcja limitowanej, najmocniejszej wersji pojazdu – S60 Polestar, która wyposażona została w sześciocylindrowy silnik benzynowy o mocy 350 KM oraz napęd na cztery koła. W tym samym roku podczas targów motoryzacyjnych w Pekinie zaprezentowana została wersja elektryczna pojazdu oznaczona symbolem PPHEV. Benzynowy silnik z rodziny Drive-E o mocy 238 KM wspomagany jest przez silnik elektryczny o mocy 68 KM.
W styczniu 2015 roku podczas targów motoryzacyjnych w Detroit zaprezentowana została uterenowiona wersja Cross Country. Prześwit pojazdu został zwiększony o 6,5 cm, a auto otrzymało napęd na cztery koła (w Europie dostępna także wersja przednionapędowa).

### Wersje wyposażeniowe
- Base
- Kinetic
- Momentum
- Summum
- Inscription
- Dynamic Edition Kinetic
- Dynamic Edition momentum
- R-Design
- Polestar
- Cross Country

Standardowe wyposażenie pojazdu obejmuje m.in. system City Safety, 6 poduszek powietrznych, system ABS z EBD i DSTC, system kontroli trakcji w zakręcie (CTC), RSC, HSA, elektryczny hamulec postojowy, elektryczne sterowanie szyb, podgrzewanie i elektryczne sterowanie lusterek, radio CD, wielofunkcyjną kierownicę, klimatyzację oraz komputer pokładowy, a także systemy SIPS i WHIPS, układ szybkiego nagrzewania wnętrza oraz światła do jazdy dziennej wykonane w technologii LED.
W zależności od wersji wyposażeniowej pojazdu auto opcjonalnie doposażyć można m.in. w dwustrefową klimatyzację automatyczną, czujniki deszczu oraz parkowania, aktywne reflektory ksenonowe, tempomat lub adaptacyjny tempomat oraz skórzaną tapicerkę, LDW, RSI, system informowania o zmęczeniu kierowcy, system ostrzegania o zbyt małym odstępie od poprzedzającego pojazdu, system monitorowania martwego pola BLIS, elektrycznie regulowane okno dachowe, elektrycznie regulowane fotele, kamerę wspomagającą parkowanie tyłem, ogrzewanie parkingowe, podgrzewanie i wentylowanie siedzeń, podgrzewanie kierownicy oraz dyszy spryskiwaczy, 12-głośnikowy system audio Harman & Kardon z DVD oraz Bluetooth, system nawigacji satelitarnej, system Volvo On Call, a także radio cyfrowe DAB i tuner TV.

### Silniki[18]
| Silnik                | Kod silnika        | Pojemność skokowa [cm³] | Typ silnika        | Moc maksymalna [KM] przy obr./min | Maks. moment obrotowy [Nm] przy obr./min | Przyspieszenie 0–100 km/h [s] | Prędkość maks. [km/h] | Średnie zużycie paliwa [l/100km] |                    |
| Silniki benzynowe:    | Silniki benzynowe: | Silniki benzynowe:      | Silniki benzynowe: | Silniki benzynowe:                | Silniki benzynowe:                       | Silniki benzynowe:            | Silniki benzynowe:    | Silniki benzynowe:               | Silniki benzynowe: |
| --------------------- | ------------------ | ----------------------- | ------------------ | --------------------------------- | ---------------------------------------- | ----------------------------- | --------------------- | -------------------------------- | ------------------ |
| T3                    | b.d.               | 1600                    | R4                 | 150/5700                          | 240/1600                                 | 9,5                           | 210                   | 6,6                              |                    |
| T4                    | b.d.               | 1600                    | R4                 | 180/5700                          | 240/1600                                 | 8,3                           | 225                   | 6,6                              |                    |
| 2.0                   | b.d.               | 1999                    | R4                 | 240/5500                          | 320/1750                                 | 7,3                           | 230                   | 7,9                              |                    |
| T5 FWD Drive-E        | b.d.               | 1999                    | R4                 | 245                               | 350                                      | b.d.                          | b.d.                  | b.d.                             |                    |
| T5 AWD                | b.d.               | 2521                    | R5                 | 254                               | 360                                      | b.d.                          | b.d.                  | b.d.                             |                    |
| T5 FWD                | b.d.               | 2521                    | R5                 | 254/5400                          | 360/1800                                 | 7,4                           | 230                   | 8,1                              |                    |
| T6 FWD Drive-E        | b.d.               | 1969                    | R6                 | 306                               | 400                                      | b.d.                          | b.d.                  | b.d.                             |                    |
| T6 AWD                | b.d.               | 2953                    | R6                 | 304/5600                          | 440/2100                                 | 6,1                           | 250                   | 9,9                              |                    |
| T6 R-Design           | b.d.               | 2953                    | R6                 | 329                               | 474                                      | b.d.                          | b.d.                  | b.d.                             |                    |
| T6 Polestar           | b.d.               | 2953                    | R6                 | 351                               | 500                                      | b.d.                          | b.d.                  | b.d.                             |                    |
| Silniki wysokoprężne: |                    |                         |                    |                                   |                                          |                               |                       |                                  |                    |
| DRIVe                 | b.d.               | 1600                    | R4                 | 115/3600                          | 270/1750                                 | 10,9                          | 195                   | 4,3                              |                    |
| D2                    | D4162T             | 1560                    | R4                 | 115/3600                          | 27017502500                              | b.d                           | b.d                   | b.d                              |                    |
| D3                    | D4204T8            | 1969                    | R4                 | 120/3750                          | 280/1500-2250                            | b.d                           | b.d                   | b.d                              |                    |
| D3                    | D4204T20           | 1969                    | R4                 | 120/3750                          | 280/1500-2250                            | b.d                           | b.d                   | b.d                              |                    |
| D3                    | D5204T7            | 1997                    | R5                 | 136/3500                          | 350/1500-2250                            | b.d                           | b.d                   | 4,5(MN), 4,9(AT)                 |                    |
| D3                    | D4204T9            | 1969                    | R4                 | 150/3750                          | 320/1750-3000                            | b.d                           | b.d                   | b.d                              |                    |
| D4                    | D4204T5            | 1969                    | R4                 | 181/4250                          | 400/1750-2500                            | b.d                           | b.d                   | b.d                              |                    |
| D4                    | D5204T3            | 1984                    | R5                 | 163/3500                          | 400/1500-2750                            | b.d                           | b.d                   | 4,5(MN), 6,0(AT), 4,9(AT, St)    |                    |
| D4                    | D4204T14           | 1969                    | R4                 | 190/4250                          | 400/1750-2500                            | b.d                           | b.d                   | b.d                              |                    |
| D4 AWD                | D5244T12           | 2400                    | R5                 | 181/4000                          | 420/1500–2500                            | b.d.                          | b.d.                  | 5,9                              |                    |
| D4 AWD                | D5244T17           | 2400                    | R5                 | 163/4000                          | 420/1500–2500                            | b.d.                          | b.d.                  | 5,9                              |                    |
| D4 AWD                | D5244T21           | 2400                    | R5                 | 190/4000                          | 440/1500-2750                            | b.d.                          | b.d.                  | 5,5                              |                    |
| D5 (MN)               | D5244T11           | 2400                    | R5                 | 215/4000                          | 420/1500-3250                            | 7,7                           | 230                   | 4,6                              |                    |
| D5 (AT)               | D5244T15           | 2400                    | R5                 | 215/4000                          | 440/1500-3000                            | 7,7                           | 230                   | 6,2                              |                    |
| D5                    | D4204T11           | 1969                    | R4                 | 225/4250                          | 470/1750-2500                            | b.d.                          | b.d.                  | 4,8                              |                    |

MN - Manualna skrzynia biegów M66,
AT - Automatyczna skrzynia biegów TF80SC,
St - z funkcją Start/Stop

## Trzecia generacja

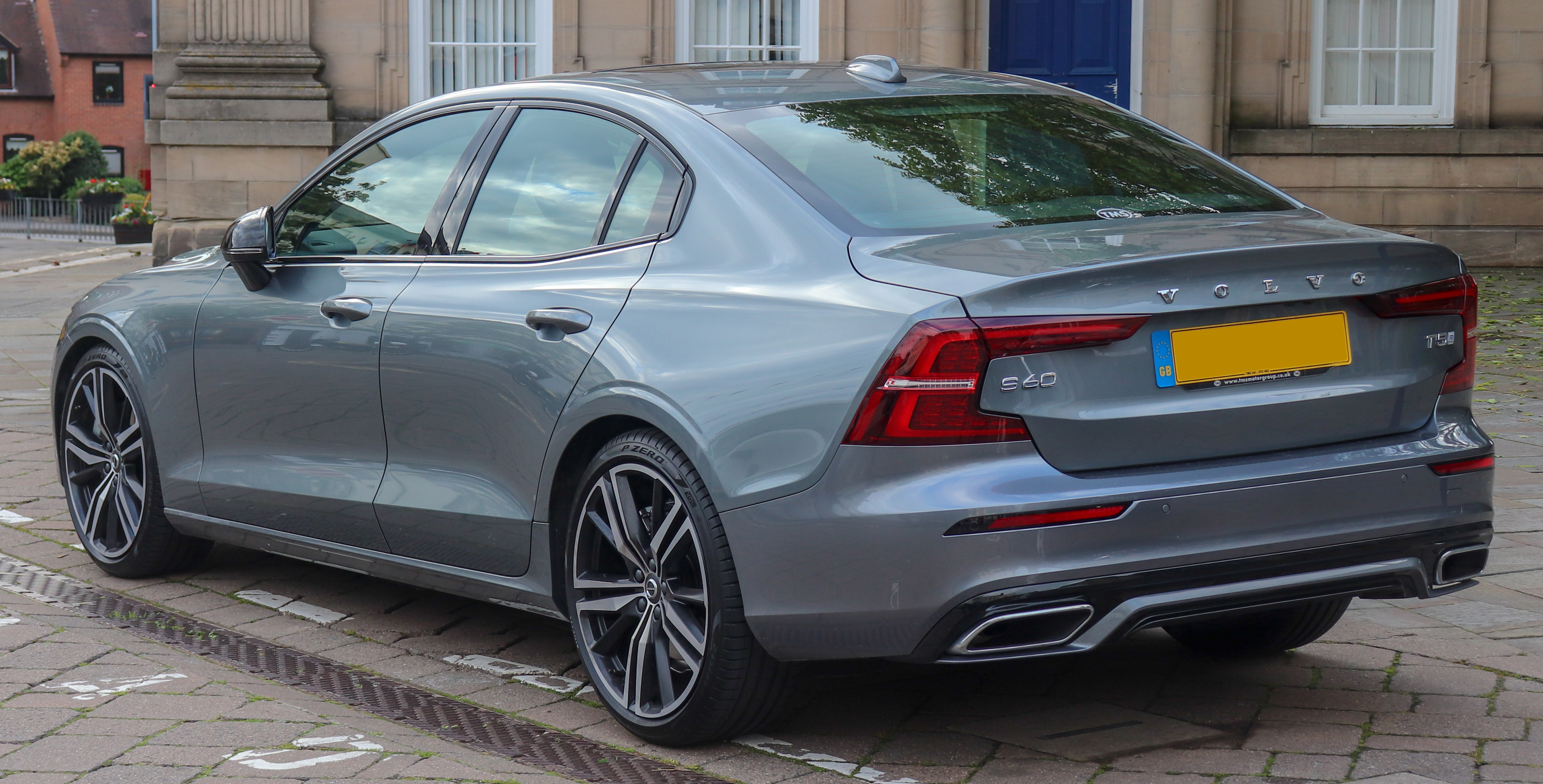
Volvo S60 III – tył

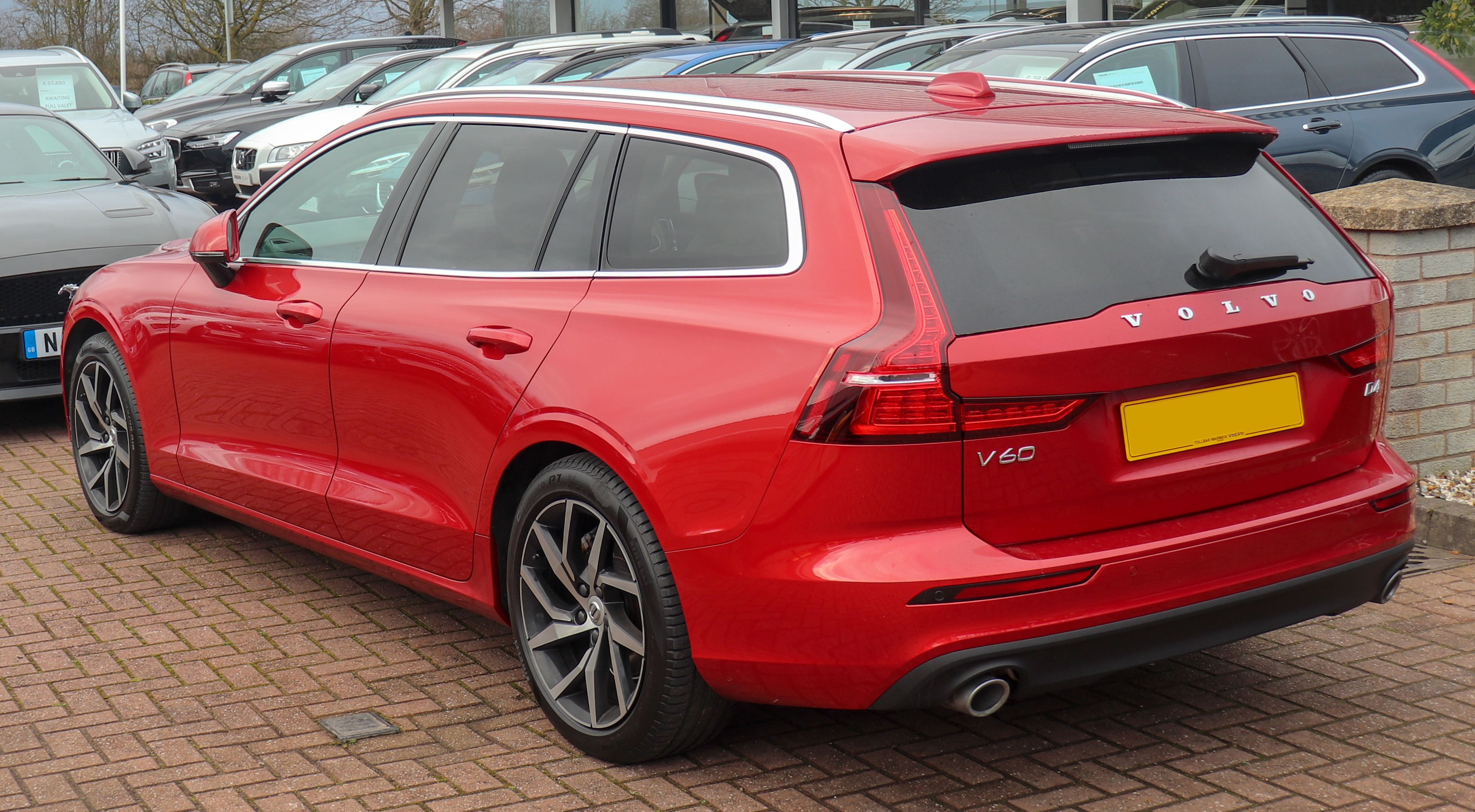
Volvo V60 II – wersja kombi

Volvo S60 III zostało po raz pierwszy oficjalnie zaprezentowane w połowie kwietnia 2018 roku.
W przeciwieństwie do poprzednika, nowe Volvo S60 zadebiutowało dopiero po premierze wariantu kombi pod nazwą V60, która miała miejsce miesiąc wcześniej. Samochód przyjął nową koncepcję, jako ostatni w ofercie doczekując się charakterystycznego wyglądu odznaczającego się podłużnymi reflektorami z diodami LED w kształcie litery T, bardziej kanciastymi proporcjami i tylnymi lampami w motywie litery C. Samochód nawiązuje szczególnie do większego S90, podobnie jak kształt kokpitu zdominowanego przez ekran dotykowy.
Jest to pierwsze w historii Volvo, które nie jest dostępne z silnikami wysokoprężnymi pod maską. Zamiast tego, auto oferowane jest zarówno w wersji benzynowej, jak i hybrydowej typu plug-in. Jest to także pierwsze Volvo, jakie produkowane jest w Stanach Zjednoczonych, skąd dostarczane jest do klientów na całym świecie.
Sprzedaż nowego Volvo S60 ruszyła w drugiej połowie 2018 roku. Była to ostatnia nowość w programie gruntownej modernizacji gamy, który zapoczątkowała premiera nowego XC90 w 2014 roku. Teraz, marka chce skupić się na elektryfikacji swojej oferty, w ramach której docelowo każdy model Volvo będzie oferowany także jako pojazd hybrydowy. Samochód dostępny był w czterech wersjach wyposażenia: Plus Bright, Plus Dark, Ultimate Bright oraz Ultimate Dark. Produkcja trzeciej generacji bez następcy dobiegła końca w czerwcu 2024, wycofując z gamy S60 po 24 latach rynkowej obecności.
Silniki
| Silnik              | Pojemność skokowa [cm³] | Typ silnika         | Moc maskymalna [KM] przy obr./min.                                         | Maks. moment obrotowy [Nm] przy obr./min.     | Przyspieszenie 0-100 km/h [s] | Prędkość maks. [km/h] | Średnie zużycie paliwa [l/100km] |
| Silniki benzynowe : | Silniki benzynowe :     | Silniki benzynowe : | Silniki benzynowe :                                                        | Silniki benzynowe :                           | Silniki benzynowe :           | Silniki benzynowe :   | Silniki benzynowe :              |
| ------------------- | ----------------------- | ------------------- | -------------------------------------------------------------------------- | --------------------------------------------- | ----------------------------- | --------------------- | -------------------------------- |
| T4                  | 1969                    | R4                  | 190/5000                                                                   | 300/1800-4800                                 | 7,1                           | 220                   | 7,1 [WLTP]                       |
| T4 polestar         | 1969                    | R4                  | 210/5000                                                                   | 340/1800-4800                                 | b.d.                          | 220                   | 7,1 [WLTP]                       |
| T5                  | 1969                    | R4                  | 250/5500                                                                   | 350/1800-4800                                 | 6,5                           | 240                   | 7,1 [WLTP]                       |
| T5 polestar         | 1969                    | R4                  | 253/5500                                                                   | 400/1800-4800                                 | b.d                           | 240                   | 7,1 [WLTP]                       |
| T6                  | 1969                    | R4                  | 310/5700                                                                   | 400/2200-5100                                 | 5,9                           | 240                   | 7,6 [WLTP]                       |
| T6 polestar         | 1969                    | R4                  | 326/5800                                                                   | 430/4500                                      | 5,8                           | 240                   | 7,6 [WLTP]                       |
| Hybryda Plug-in:    |                         |                     |                                                                            |                                               |                               |                       |                                  |
| T8 Twin-Engine      | 1969                    | R4                  | Moc silnika spalinowego: 318 Moc silnika elektrycznego: 87 Łączna moc: 405 | Silnik spalinowy: 430 Silnik elektryczny: 240 | 4,4                           | 250                   | 1,9 [WLTP]                       |